# Видземе (Рига)
Предградие Видземе (на латвийски: Vidzemes priekšpilsēta) е една от шестте административни единици, които изграждат латвийската столица Рига. Предградието се намира в североизточната част на града. Официално е създаден като административна единица през 1941 под името Пролетариат и получава сегашното си име на 28 декември 1990. Предградието е кръстено на историко-културния район на Латвия Видземе. Земгале е вторият по население район на Рига с общо 173 149 жители към 2009. Предградието е с обща площ от 57km². Граничи с район Централен, район Север и предградие Латгале.

## Квартали
| - Берги - Браса - Брекши - Букулти - Дрейлини |  | - Межциемс - Пурвциемс - Скансте - Сужи - Тейка - Югла |

## Етническа структура
- Латвийци – 82 800 (47,71%)
- Руснаци – 65 339 (37,65%)
- Беларуси – 6113 (3,52%)
- Украинци – 6007 (3,46%)
- Поляци – 3338 (1,92%)
- Други – 9906 (5,70%)